# Petunia bonjardinensis
Petunia bonjardiensis ist eine Pflanzenart aus der Gattung der Petunien (Petunia) in der Familie der Nachtschattengewächse (Solanaceae). Sie ist eine ausdauernde, krautige Pflanze, die im Süden Brasiliens beheimatet ist.

## Beschreibung
Petunia bonjardiensis ist eine ausdauernde, krautige Pflanze, die 15 bis 30 cm hoch wird und kissenartige Polster mit einem Durchmesser von 50 bis 70 cm bildet. Die Stängel sind verzweigt, aufsteigend, bis zu 5 mm dick und mit bis zu 1 mm langen, drüsigen Trichomen dicht wollig behaart. Die Internodien haben eine Länge von 10 bis 40 (selten bis 50) mm. Die Laubblätter sind langgestreckt bis elliptisch, 30 bis 50 (selten bis 80) mm lang und 8 bis 30 (selten bis 40) mm breit. Sie sind spärlich behaart, nur der Rand und die Mittelrippe sind wollig behaart. Die Basis ist spitz zulaufend, aufsitzend bis nahezu aufsitzend, die Spitze ist stumpf, gelegentlich auch spitz.
Die Blüten stehen an 12 bis 25 (selten bis 38) mm langen, dicht drüsig und wollig behaarten Blütenstielen. Die Kelchblätter sind nur 2 bis 3 mm oberhalb der Basis miteinander verwachsen und bilden 12 bis 17 (selten bis 22) mm lange und 2 bis 3 (selten bis 5) mm breite, weit abstehende Kelchzipfel. Sie sind linealisch bis schmal umgekehrt lanzettlich, die Spitze ist abgerundet. Die Krone ist einschließlich der Kronlappen 28 bis 38 (selten bis 43) mm lang. Die Kronröhre ist breit glockenförmig und 22 bis 25 (selten bis 25) mm lang, besonders entlang der Mittelrippen der Kronblätter filzig behaart. Die Kronlappen sind rötlich purpurn gefärbt und in fünf Abschnitte geteilt. Jeder Abschnitt ist kreisförmig, die Spitze ist abgerundet oder gelegentlich abgeschnitten. Die fünf Staubblätter treten in drei Größen auf: Zwei lange, zwei mittlere und ein kurzes. Alle Staubblätter sind kürzer als der längste Kelchzipfel, sie stehen ab leicht unterhalb der Mitte der Kronröhre frei. Die Staubfäden sind unbehaart und setzen an der Basis der Kronröhre an. Der Fruchtknoten ist eiförmig, der Griffel ist schlank und die leicht zweilappige Narbe steht immer deutlich etwa 1 bis 4 (selten auch 5) mm über die Staubblätter hinaus.
An der Frucht sind die Stiele stark gebogen und auf 17 bis 40 (selten bis 60) mm verlängert. Die Kapsel ist kugelförmig und an der Spitze stachelspitzig. Die feinen Samen sind umgekehrt nierenförmig und 0,67 bis 0,86 mm lang.
Die Chromosomenzahl beträgt 2n = 14.

## Vorkommen und Standorte
Die Art kommt endemisch im Hochland westlich der Serra Geral vor, sie konzentriert sich vor allem um die Stadt Bom Jardim da Serra im brasilianischen Bundesstaat Santa Catarina. Sie ist dort häufig an gestörten Standorten wie offenen Straßenhängen oder auf unfruchtbaren, steinigen Böden mit schwachen Grasbewuchs zu finden. 

## Botanische Geschichte
Petunia bonjardinensis wurde 1993 von Toshio Ando und Goro Hashimoto als eigenständige Art erstbeschrieben. Zuvor gesammelte Exemplare wurden meist Petunia integrifolia subsp. integrifolia zugeordnet, jedoch unterscheiden sie sich durch die deutlich über den Staubbeuteln stehenden Narben und der breit glockenförmigen Kronröhre von dieser. Das Artepitheton leitet sich vom Namen des Standorts ab.